# Štěpán Báthory
Štěpán Báthory z Ecsedu (maďarsky: Báthory István, polsky: Stefan Batory, litevsky: Steponas Batoras, 27. září 1533, Szilágysomlyó – 12. prosince 1586, Hrodno) byl uherský šlechtic a člen rodu Báthoryů. V letech 1571–1576 byl sedmihradským vojvodou a v letech 1576–1586 knížetem a v letech 1576–1586 byl polským králem a litevským velkoknížetem.

## Život
Narodil se v Szilágysomlyó (Șimleu Silvaniei v dnešním Rumunsku) jako syn Štěpána VIII. Báthoryho z Ecsedu. V 70. letech 16. století byl vládcem Sedmihradska. 
V roce 1576 se stal manželem královny Anny Jagellonské a třetím zvoleným králem Polska. Jedním z protikandidátu Štěpána Báthoryho při volbě polského krále byl Vilém z Rožmberka.
Po zvolení králem musel Štěpán Báthory souhlasit se zaplacením vyššího tributu (daně) Turkům (celkem 25 000 florinů), za což získal jejich souhlas s polsko-sedmihradskou personální unií. Regentem (vojvodem) jmenoval svého bratra Kryštofa. Po jeho smrti převzala moc regentská rada a v roce 1585 se stal regentem Jan Ghycza (nahradil Zikmunda, nezletilého Kryštofova syna). Navzdory tomu král Štěpán v Krakově zorganizoval samostatnou kancelář pro záležitosti Sedmihradska a všechna důležitá rozhodnutí činil sám. Ve válkách s Moskvou využíval i sedmihradské vojáky, rekrutované především z řad Rumunů a Sikulů. Odhaduje se, že jeho vláda dala Sedmihradsku mír a šanci na rozvoj a položila základy pro budoucí úspěchy země.
Úzce spolupracoval s kancléřem Janem Zamojským.

### Příbuzenstvo
Oženil se s o 10 let starší Annou Jagellonskou, dcerou polského krále Zikmunda I. Starého, z jejich manželství se však nenarodily žádné děti. Štěpán Báthory byl strýcem Alžběty Báthoryové, později známé jako čachtická paní (její matka Anna byla Štěpánovou sestrou).
Jeho nástupcem na polském a litevském trůně se stal jeho synovec Zikmund III. Vasa, syn švédského krále Jana III. Vasy a Kateřiny Jagellonské (byla sestrou Anny Jagellonské).